# دوكع (فرع العدين)

تعديل مصدري - تعديل

دوكع محلة تابعة لقرية الشهالي، التابعة لعزلة المزاحن بمديرية فرع العدين إحدى مديريات محافظة إب في الجمهورية اليمنية، بلغ تعداد سكانها 24 حسب تعداد اليمن لعام 2004.